# Phthorimaea involuta
Phthorimaea involuta es una especie de  lepidóptero de la familia Gelechiidae. Fue descrita por Edward Meyrick en 1917.

## Distribución
Se encuentra en Guyana.